# Mäklarsamfundet
Mäklarsamfundet är en svensk branschorganisation för fastighetsmäklare. Över 80 procent av Sveriges mäklarkår är organiserad i Mäklarsamfundet, som grundades 1919. Sedan starten 1919 har Mäklarsamfundet arbetat aktivt för att förbättra och utveckla mäklartjänsten, informera om förutsättningarna för fastighetsmäklarens arbete och att utveckla begreppet god mäklarsed.
Organisationen är en av två branschorganisationer för mäklare i Sverige, den andra är Fastighetsmäklarförbundet.
Mäklarsamfundet styrs av dess VD, Oskar Öholm, med stöd från samfundets ordförande, Anders Edmark.
Mäklarsamfundet driver medlemmarnas intressefrågor och sköter kontakter med omvärlden och myndigheter. Samfundet tillhandahåller också en ansvarsförsäkring för registrerade fastighetsmäklare, ger rådgivning och erbjuder ett omfattande fort- och vidareutbildningsprogram, samt utbildar fastighetsmäklarassistenter.
Mäklarsamfundet bistår även med en kundombudsman som förser konsumenter med vägledning och information kring fastighetsmäklartjänsten och boendefrågor. 
Mäklarsamfundet är också delägare i bostadsförmedlingssajten Hemnet.

## Nämnder inom samfundet

### FRN
Fastighetsmarknadens reklamationsnämnd (FRN) är en branschnämnd som främst prövar tvister mellan konsumenter och fastighetsmäklare. Tvisten kan gälla ett krav på skadestånd eller nedsättning av provisionen. Huvudmän för FRN är Mäklarsamfundet och Fastighetsmäklarförbundet FMF som tillsammans representerar omkring 97 procent av landets fastighetsmäklare.

### Disciplinnämnden
Disciplinnämnden beslutar i ärende som överklagats till nämnden i antagningsfrågor samt beslutar beträffande disciplinära åtgärder som överlämnats från Ansvarsnämnden och Auktorisationsnämnden. Påföljderna kan vara en erinran, varning eller uteslutning från samfundet.

## Styrelse
Mäklarsamfundets styrelse består av en ordförande, vice ordförande och upptill fem stycken ledamöter. För dessa ska det också finnas en ersättare. Ordförande, vice ordförande och övriga ledamöter och ersättare väljs för två år. Vice ordförande och tre ledamöter väljs ojämna år och samfundets ordförande och två ledamöter väljs jämna år.

## Kretsar
Kretsförening är en ideell förening av medlemmar i Mäklarsamfundet på lokal nivå. Kretsarnas målsättning är att vara den förenande kraften bland enskilda fastighetsmäklare som skapar yrkesstolthet och trygghet. Totalt finns det 6 stycken kretsar: Västsvenska kretsen (Västra Götaland och Halland), Norrlandskretsen (Gävleborg, Dalarna, Norrbotten, Västerbotten, Västernorrland och Jämtland), Skånekretsen (Skåne), Småland/Blekingekretsen (Kronoberg, Kalmar, Blekinge och Jönköping), Stockholmskretsen (Stockholm, Gotland och Uppsala), Mellansvenska kretsen (Södermanland, Östergötland, Värmland, Västmanland och Örebro).